# 古惑仔之人在江湖
《古惑仔之人在江湖》即依據漫畫家牛佬所繪製的香港漫畫《古惑仔》中「靚坤篇」為藍本，再進行改編的黑幫電影作品，是《古惑仔電影系列》正傳的第一集，續集是《古惑仔2之猛龍過江》，並與《洪興十三妹》、《洪興大飛哥》等電影構成「古惑仔電影宇宙」。此部電影引起轟動，也是鄭伊健、風火海、黎姿等艺人的成名作。吴镇宇也凭着靓坤这角色获得好评。
該電影亦是《古惑仔電影系列》正傳中唯一全後期配音電影。之後的五集《古惑仔》均現場收音兼後期補配。
為配合中国、新加坡、馬來西亞的電影檢查制度，中新馬市場的故事作出關鍵性的修改，並更改名為《新警察故事之人在江湖》。

## 劇情
1985年，陳浩南、山雞、大天二、包皮和巢皮一群在徙置區長大的朋友，在徙置區所屬的足球場內，碰到黑社會洪興社李乾坤（𡃁坤）強行索取保護費，引起雙方人馬衝突。此時，洪興社銅鑼灣的堂主鄧智勇（大佬B）阻止了𡃁坤。大佬B也接納陳浩南等人，並收為手下。
1995年，陳浩南一群人已投入大佬B旗下，出門辦事無往不利，成為洪興社內最具有潛力的新生代人物，大佬B卻因此與𡃁坤產生磨擦。某日，陳浩南的愛車Toyota MR2被長樂社成員蘇阿細（細細粒，臺譯「小結巴」）趁夜偷走，並向他勒索3萬港元，卻反遭眾人用計戲弄。接著，𡃁坤用20萬港元欲收買陳浩南，規勸他轉投𡃁坤旗下，但被嚴詞拒絕。而且，陳浩南碰到細細粒被帶到𡃁坤經營的電影公司強迫拍攝色情電影，立即挺身用男朋友的名義，替她解圍，加上之前陳浩南與其兄弟等合力砍死𡃁坤的結拜兄弟巴閉，此後𡃁坤對陳浩南的一言一行更加不滿。
洪興龍頭蔣天生吩咐陳浩南一群人到澳門處理賭場利益問題。但𡃁坤從中阻撓；𡃁坤趁山雞與應召女郎鬼混時，把他的女友可恩擄走；並且泄漏浩南等人行踪給敵方伏擊，致使巢皮命喪大橋。事後𡃁坤派傻強假裝解救身受重傷的陳浩南，並向陳浩南、可恩餵食春藥，使得兩人發生性行為。山雞與陳浩南亦因此反目成仇，之後山雞投奔臺灣三聯幫的表兄柯志華。
不久後，𡃁坤在會議上收買社團大老陳耀，罷黜龍頭蔣天生，自立為王；並拿出陳浩南與可恩性交的錄影帶，要求大佬B執行家法，大佬B被迫燃起大把線香，把陳浩南燙個體無完膚之後，踢出洪興社，浩南遠走西貢經營酒吧，不再過問江湖恩怨。但後來一直與𡃁坤針鋒相對的大佬B，遭到𡃁坤謀害，一家都慘被活埋。浩南大怒下欲重出江湖，為故主報仇，但無奈勢孤力弱，他的酒吧更被縱火，猶如喪家之犬。
走投無路的浩南，突然遇見了帶著一群臺灣兄弟的山雞，原來是前來幫助陳浩南的。山雞還帶來一筆巨款，指使其他洪興成員搗毀𡃁坤經營的處所，警方亦搜查𡃁坤的電影公司，從中發現有一批毒品後發出拘捕令。陳浩南一行人在𡃁坤母親壽宴時惡整其母，把𡃁坤引至暗巷，打算把𡃁坤幹掉，這時陳耀亦在暗巷，向𡃁坤表示蔣天生會再成為洪興龍頭，原來他收了山雞的巨款後從南美返港，之後包皮用霰彈槍痛擊𡃁坤時，𡃁坤奪槍並挾持包皮，卻被其早前羞辱過的巡警意外擊斃，陳浩南大仇得報，不但重回洪興社，並成為銅鑼灣的揸FIT人（堂主，臺譯「扛霸子」）。

### 新馬版本
由於新加坡和馬來西亞電檢尺度嚴厲，《古惑仔之人在江湖》於新馬市場改名為《新警察故事之人在江湖》。故事主角陳浩南為香港皇家警察的督察，是被外籍警司委派潛伏於洪興社的臥底，拜於大佬B門下和深得蔣天生的信任，並穿插陳浩南督察在警局內與外籍警司會報洪興社的搜集犯罪證據的對手戲，在結局中𡃁坤死後陳浩南回歸警隊，並透過旁白和字幕交代山雞、大天二和包皮随後也被捕入獄的前因後果。

## 人物角色
| 角色 名稱    | 演員           | 粵語配音                                   | 備註 |
| ------------ | -------------- | ------------------------------------------ | --- |
| 陳浩南       | 鄭伊健         | 陳欣                                       | 𡃁仔南，浩南，南哥 洪興社成員，後升任為銅鑼灣區話事人 蘇阿細的男朋友 趙山河，梁二，包達二和包達明的好朋友 跟隨效忠於大佬B 被蔣天生器重 故事中期被𡃁坤暗算與山雞女朋友可恩誤吃春藥而發生性行為 與𡃁坤不和 原型為吳志雄 新馬版本《新警察故事之人在江湖》中，為陳浩南督察，被上司派入洪興社當臥底搜查證據 |
| 陳浩南       | 待確認（少年） | 雷霆                                       | 𡃁仔南，浩南，南哥 洪興社成員，後升任為銅鑼灣區話事人 蘇阿細的男朋友 趙山河，梁二，包達二和包達明的好朋友 跟隨效忠於大佬B 被蔣天生器重 故事中期被𡃁坤暗算與山雞女朋友可恩誤吃春藥而發生性行為 與𡃁坤不和 原型為吳志雄 新馬版本《新警察故事之人在江湖》中，為陳浩南督察，被上司派入洪興社當臥底搜查證據 |
| 趙山河       | 陳小春         | 陳小春                                     | 山雞 洪興社成員 陳浩南，梁二，包達二，包達明的好朋友 故事中期因與陳浩南發生誤會而遠走台灣，其後回歸香港並協助陳浩南等人對付李乾坤 李乾坤之結怨兼仇敵 新馬版本《新警察故事之人在江湖》中因謀殺被判監禁十五年                                                                                            |
| 趙山河       | 宋本中         | 羅偉傑                                     | 山雞 洪興社成員 陳浩南，梁二，包達二，包達明的好朋友 故事中期因與陳浩南發生誤會而遠走台灣，其後回歸香港並協助陳浩南等人對付李乾坤 李乾坤之結怨兼仇敵 新馬版本《新警察故事之人在江湖》中因謀殺被判監禁十五年                                                                                            |
| 蘇阿細       | 黎姿           | 林姍姍                                     | 細細粒、阿細、漏口妹 長樂社成員，患有口吃，後為陳浩南的女友 |
| 蔣天生       | 任達華         | 張炳強                                     | 蔣生 洪興社龍頭 |
| 鄧智勇       | 吳志雄         | 高翰文                                     | 大佬B 洪興社銅鑼灣堂主，蒋天生最信任的心腹之一 後被李乾坤殺全家 李乾坤之仇敵 原型為吳志雄 |
| 李乾坤       | 吳鎮宇         | 吳鎮宇                                     | 本片終極大反派 𡃁坤 洪興社龍頭 殺害鄧智勇全家之兇手、逼走蔣天生來謀奪洪興社團龍頭地位 最後被警察（後被稱爲灣仔槍神）所射殺 年少时跟陳浩南結怨 鄧智勇之仇敵 |
| 梁二         | 謝天華         | 謝天華                                     | 大天二 洪興社成員 陳浩南、趙山河、包達二、包達明之兄弟 李乾坤之仇敵 新馬版本《新警察故事之人在江湖》中被控蓄意傷人判決監禁八年 |
| 包達二       | 林曉峰         | 林曉峰                                     | 包皮 洪興社成員，巢皮的胞弟 李乾坤之仇敵 新馬版本《新警察故事之人在江湖》中被控蓄意傷人判決監禁七年。 |
| 包達二       | 待確認（少年） | 林保全                                     | 包皮 洪興社成員，巢皮的胞弟 李乾坤之仇敵 新馬版本《新警察故事之人在江湖》中被控蓄意傷人判決監禁七年。 |
| 包達明       | 朱永棠         |                                            | 巢皮 洪興社成員，包皮的胞兄 李乾坤之仇敵 故事中期被李乾坤派人去澳門與其及陳浩南等人打架，其後命喪嘉樂庇總督大橋 |
| 羅克豬／可恩 | 陳秀茹         |                                            | 山雞的女友，後被陷害誤吃春藥與陳浩南發生性行為。 |
| 大傻         | 成奎安         | 成奎安                                     | 西貢頭目 |
| 林牧師       | 林尚義         | 林尚義                                     | 教會牧師 陳浩南等人好友 原型為陳慎芝 |
| 巴閉         | 鄭祖           | 古明華                                     | 李乾坤之結拜兄弟，於故事初期被陳浩南等人殺害 |
| 傻強         | 林迪安         | 潘文柏                                     | 洪興社成員，李乾坤之手下 |
| 基哥         | 李兆基         | 黃志明                                     | 洪興社堂主，西環堂主 |
| 信哥         | 蔡業信         | 張炳強                                     | 洪興社堂主 |
| 威爺         | 王龍威         | 周志輝                                     | 可恩的父親，官涌話事人 |
| 阿牛         | 牛佬           | 林保全                                     | 洪興社堂主 |
| 阿新         | 瑞新           | 陳永信                                     | 洪興社堂主 |
| 小龍         | 程小龍         |                                            | 洪興社堂主 |
| 李老太太     | 夏萍           | 黃鳳英                                     | 李乾坤的母親 |
| 陳耀         | 李道瑜         | 楊捷康                                     | 耀哥 洪興社幹部, 出賣李乾坤 |
| 飛鴻         | 周樹基         |                                            | 長樂社成員、原蘇阿細大哥 |
| 李仙         | 陳繼儀         |                                            | 鄧智勇妻子，故事後期被李乾坤殺死，全家被殺 |
| 鄧美美       | 程凱彤         | 鄧智勇女兒，故事後期被李乾坤殺死，全家被殺 | |
| 鄧維維       | 譚梓朗         | 鄧智勇兒子，故事後期被李乾坤殺死，全家被殺 | |
| 警察         | 何嘉輝         |                                            | 警察，因為洪興社龍頭𡃁坤和手下的汽車違例停泊，向𡃁坤發出驅趕警告，卻遭受𡃁坤和手下辱罵。之後在陳浩南和大天二的計謀下，因𡃁坤手持散彈槍挾持包皮失敗而被射殺。被多名記者廣泛採訪報道，後被獲稱為「灣仔槍神」                                                                                             |
| 外籍警司     | Edward Corbett |                                            | 在大佬B喪禮首度出現，𡃁坤被林牧師起飛腳時裝作看不見，後期指派下屬搜查𡃁坤經營的電影公司，發現有毒品後隨即發出拘捕令；新馬版本《新警察故事之人在江湖》中，則安排陳浩南督察潛伏於洪興社搜查線索 |
| 路人         | 楊容蓮         |                                            | 與林牧師和山雞同場於相識一幕中出現的升降機乘客 |

## 電影特色

### 轉換場景風格
劇中開頭角色出場刻意以漫畫角色的畫面作為轉換場景，結局最後一幕同樣是漫畫繪畫而成。

### 政治隱喻
故事開頭，導演用字幕交代了戰後1950年代香港的社會景況，包括石硤尾大火（注: 發生於一九五三年，非一九五六年）、還有嬰兒潮、房屋政策、教育制度等：
「一九五六年，石硤尾大火，香港政府為安置貧民，大量興建徙置區。隨著戰後一代迅速成長，數以萬計家庭生活在狹小單位中，加上父母為口奔馳，填鴨式制度又不完善，很多少年因此走上歧途。徙置區球場是他們發揮精力的英雄地，也是培養古惑仔的溫床。」
這段字幕交代了香港三合會及黑社會犯罪集團的歷史淵源——英屬香港時期，香港發展需要大量勞動力建設城市和發展產業，華人勞工們因為貧窮、被外界欺辱等原因，為了保護自己以及互相尋求安慰和支持，根據地緣、血緣各種原因，互相結成團體，由各行業工人組織的行業工會，爭奪自身權利或者地盤等，組織成地下勢力的幫派，部份幫派如「和合圖」的成立始於香港開埠初期歷史中多個由勞工階層主導的社會運動如香港反法大罷工。
拍攝時為1995年，正值將近1997年前香港主權移交的歷史時刻，大部分香港人對香港回歸充斥著焦躁和矛盾心態，這一時期的香港人本土意識集中在對身份認同和追求上。
編劇和導演借此塑造出古惑仔的形象，並借用古惑仔角式這個「反英雄」的形象來闡述對1997年後，香港人對政權交替的憂心忡忡，來揶揄香港人身份交替。一群象徵著香港社會草根階層，並借喻當年九七前香港人身份認同的問題，古惑仔一方面沈浸在過去江湖道義的想象，但另一方面又抵觸著社會的發展。
到底能否改變被命運的心態——「對於未來的茫然和思考，個人力量勝於一切，希望用一己之力改變庸常的命運」。
劇中有兩個有關投票選舉的情節，包括角色「大傻哥」(演員成奎安的現實中綽號)的一句對白「在新界有誰不給我大傻哥面子？連上次我投不到票也可以上電視呀！」，暗喻一眾香港市民對投票權以及未來前途的憂心；社團高層會議(龍頭大會)涉及「民主選舉」投票選出社團領導人的情節，當中更有對白指社團頭目比共產黨的權力還要大，形象更凶，暗喻香港政權將被動搖。

## 電影彩蛋
香港漫畫《古惑仔》的官方英文名稱為Teddyboy，但電影並未有以此為名，劇名是向經典香港電影致敬，並加上副題 《人在江湖》寓意。
1975年由吳回執導的《神化外母古惑妻》，是香港首部以「古惑」為名的電影，該片演員包括岳華、張瑛、夏萍等，而夏萍更於本劇客串𡃁坤母親一角。1977年的《架步串女古惑仔》，該片由陸邦執導，林義雄編劇，演員包括邵音音、劉志榮等，《架》片英文片名為《Warning for the Young》，而開以「Young」字命名，跟《古惑仔電影系列》英文劇名 Young and Dangerous 同樣以「Young」字為首，兩電影均以年青人誤入歧途的故事為主。

副題 《人在江湖》寓意「人在江湖，身不由己 」的悲涼；出自武俠小說家古龍「人在江湖，身不由己，寸心之爭，生死忘矣」。

## 語錄
𡃁坤
- 你知不知字拆開是咩啊？就系我，系羔羊。
- 忠心，就系一把劍插入心。系呢個年代，冇人好似你甘憨Q噶。
- 我同你講出黎行，錯要認，打要企定。
- 做大不似大，做細不知所謂，都不知道點教班靚既。
- 出黎行要講口齒，話冚家鏟就冚家鏟。
- 就憑你啊？你咬我頭硬，咬我囉柚臭。

## 電影歌曲

### 主題曲
| 歌名         | 演唱者 | 作曲   | 填詞   | 編曲   |
| 〈友情歲月〉 | 鄭伊健 | 陳光榮 | 劉卓輝 | 陳光榮 |
| 〈我話事〉   | 風火海 | 伍樂城 | 林夕   | 伍樂城 |

### 插曲
| 歌名                                    | 演唱者         | 作曲   | 填詞   | 編曲   |
| 〈刀光劍影〉 原曲：(Beyond〈歲月無聲〉) | 鄭伊健、風火海 | 黃家駒 | 文雋   | 伍樂城 |
| 〈百分之百的女孩〉                      | 陳小春         | 趙增熹 | 陳世傑 | 金培達 |

## 外部連結
- 香港影庫上《古惑仔之人在江湖》的資料（繁體中文）
- 豆瓣电影上《古惑仔之人在江湖》的資料 （简体中文）
- 时光网上《古惑仔之人在江湖》的資料（简体中文）
- 爛番茄上《古惑仔之人在江湖》的資料（英文）
- AllMovie上《古惑仔之人在江湖》的资料（英文）
- 互联网电影数据库（IMDb）上《古惑仔之人在江湖》的资料（英文）